# إميل ألبرشت
إميل ألبرشت هو مجدف سويسري، ولد في 1897، وتوفي في 11 فبراير 1927 في سان موريتز في سويسرا.

## وصلات خارجية
- إميل ألبرشت على موقع الاتحاد الدولي للتجديف (الإنجليزية)
- إميل ألبرشت على موقع اللجنة الأولمبية الدولية (الإنجليزية)
- إميل ألبرشت على موقع أوليمبيديا (الإنجليزية)